# Pseudantonina wilkeyi
Pseudantonina wilkeyi är en insektsart som beskrevs av Kosztarab 1996. Pseudantonina wilkeyi ingår i släktet Pseudantonina och familjen ullsköldlöss. Inga underarter finns listade i Catalogue of Life.